# Nefedovite
La nefedovite è un minerale.